# (467014) 2016 CH133
(467014) 2016 CH133 es un asteroide perteneciente al cinturón de asteroides, descubierto el 27 de mayo de 2003 por el equipo Spacewatch desde el Observatorio Nacional de Kitt Peak (Arizona, Estados Unidos).